# Troianul (gmina)
Troianul – gmina w Rumunii, w okręgu Teleorman. Obejmuje miejscowości Dulceni, Troianul i Vatra. W 2011 roku liczyła 3048 mieszkańców. 